# Давор Лазић
Давор Лазић је словеначки фолк певач који пева на српском језику. Пореклом је из Марибора. Учествовао је у ријалити програму Задруга.

## Дискографија

### Синглови
- Катапулт (2017)
- Краљица бола (2017)
- Неверна кучка (2017)
- Лудица (2018)
- Београдско лудило (2018)
- Бомба (2019) дует са Зокијем Шумадинцем
- Ја напуштам (2019)
- Младенци (2020)
- Девојко (2021)
- Јави се појави се (2021)[3] дует са Тијаном Стојић